# Gabriele Ferro
Gabriele Ferro (* 15. November 1937 in Pescara) ist ein italienischer Dirigent.

## Leben und Wirken
Der Sohn des Komponisten Pietro Ferro studierte am Konservatorium Santa Cecilia in Rom Klavier und Komposition. Nachdem er 1970 den Wettbewerb für junge Dirigenten der RAI gewonnen hatte, dirigierte er regelmäßig die Orchester der RAI, der Mailänder Scala und von Santa Cecilia.
International trat er u. a. mit den Wiener und den Bamberger Symphonikern, dem Orchestre de la Suisse Romande, dem Orchestre Philharmonique de Radio France und dem BBC Symphony Orchestra auf. Er war von 1979 bis 1991 Dirigent des Orchestra Sinfonica Siciliana, daneben erster Dirigent des Orchestra della RAI und  Generalmusikdirektor der Staatsoper Stuttgart. Sein Repertoire umfasst die Werke zeitgenössischer Komponisten wie Luciano Berio, Aldo Clementi, Bruno Maderna, Karlheinz Stockhausen, György Ligeti und Luigi Nono.
Seit 1978 machte sich Ferro einen Namen als Operndirigent und dirigierte u. a. am Opernhaus Teatro La Fenice in Venedig, dem Teatro communale von Florenz, der Covent Garden Opera in London, der Deutschen Oper in Berlin sowie Opernhäusern in Chicago, in San Francisco, Los Angeles und Tel Aviv.
Seit 1999 ist Ferro Musikdirektor am Teatro San Carlo in Neapel, seit 2001 Erster Gastdirigent am Teatro Massimo in Palermo. Aufnahmen mit ihm sind bei der Deutschen Grammophon, Sony und Emi erschienen.
| Personendaten    | Personendaten          |
| ---------------- | ---------------------- |
| NAME             | Ferro, Gabriele        |
| KURZBESCHREIBUNG | italienischer Dirigent |
| GEBURTSDATUM     | 15. November 1937      |
| GEBURTSORT       | Pescara                |